# Hans Radeberg
Hans (Hanns) Radeberg († 1448 in Dresden) war ein im 15. Jahrhundert in Dresden tätiger Beamter, Ratsherr, und Bürgermeister. 

## Leben
Hans Radeberg stammte aus einer Dresdner Bürgerfamilie, welche um 1404/07 ein größeres Grundstück an der Seegasse in der Nähe des Altmarktes besaß. Er selbst wird 1412 als Besitzer eines Gartens in Altendresden genannt. Außerdem betrieb er Flößerei auf der Elbe.
Über seine Ausbildung ist nichts bekannt. 1424 wurde er zum Stadtschreiber berufen und war damit für die Verfassung von Urkunden und Dokumenten sowie die Führung der Stadtbücher zuständig. 1428 gab er dieses Amt ab und wechselte in den städtischen Rat. Dieser wählte ihn 1431 erstmals zum Bürgermeister. Weitere Amtszeiten hatte Radeberg in den Jahren 1434, 1436, 1440 und 1443. Im Jahr 1440 war er zusätzlich Spitalmeister und damit für die Verwaltung der dem Rat unterstellten Hospitäler und Siechenhäuser verantwortlich.
Neben seiner Ratstätigkeit wurde Hans Radeberg auch von Kurfürst Friedrich II. mit wichtigen Aufgaben betraut. U.a. reiste der diplomatisch erfahrene Beamte im Februar 1429 im Auftrag Friedrichs zum Landvogt der Niederlausitz Hans von Polenz, um diesem zum Beistand gegen die drohenden Hussiteneinfälle zu bewegen.
1448 wurde Hans Radeberg erneut zum Bürgermeister gewählt, verstarb jedoch bereits vor dem Amtsantritt. An seiner Stelle übernahm Johann Questwicz das Amt des regierenden Bürgermeisters. Radeberg hinterließ bei seinem Tod ein Testament mit der Bestimmung, „den Erlös eines Ackers allgemein für der stad baw“ (also für städtische Bauaufgaben), das übrige jedoch für kirchlich-karitative Zwecke zu nutzen. Diese Verfügung fand 1451 Aufnahme in das Dresdner Stadtbuch.